# Isochilus latibracteatus
Isochilus latibracteatus es una especie de orquídea epífita nativa de México hasta Costa Rica.

## Descripción
Son orquídeas de tamaño pequeño, que prefiere el clima cálido a frío, epífitas de hasta 30 cm de alto; tallos erectos, 1 mm de ancho, revestidos de vainas cafés, las vainas verrugosas, especialmente las vainas basales. Hojas lineares, 3.2 cm de largo y 4 mm de ancho. Inflorescencia unilateral densa, con 5–10 flores, la bráctea floral oblanceolada, 13 mm de largo, obtusa, las flores rojo-violetas con labelo blanquecino; sépalos oblongos, 9 mm de largo y 3 mm de ancho, obtusos a redondeados, connados en el 1/4 basal; pétalos oblongos, 8 mm de largo y 3 mm de ancho, obtusos a redondeados; labelo oblongo, 9 mm de largo y 3 mm de ancho, obtuso a redondeado, con la base en forma de "S; columna 6 mm de largo, ápice bidentado; ovario y pedicelo completamente cubiertos por brácteas.

## Distribución y hábitat
Encontrado en México, Guatemala, El Salvador, Honduras y Nicaragua, donde es ocasional en nebliselvas a una altitud de 1030–15000 metros.

## Taxonomía
Isochilus latibracteatus fue descrita por A.Rich. & Galeotti y publicado en Annales des Sciences Naturelles; Botanique, sér. 3 3: 22. 1845.
Etimología
Isochilus: nombre genérico que deriva de dos palabras latinizadas del griego: ισος (isos), que significa "igual" y χειλος (kheilos), que significa "labio", en referencia al hecho de que sus pétalos y sépalos tienen el mismo tamaño del labio.
latibracteatus: epíteto latino que significa "con brácteas largas".